# Boris Diaw
Boris Babacar Diaw-Riffiod (Cormeilles, 16. travnja 1982.) francuski je profesionalni košarkaš. Igra na poziciji niskog krila, a može igrati i krilnog centra. Trenutačno je član NBA momčadi San Antonio Spursa. Izabran je u 1. krugu (21. ukupno) NBA drafta 2003. od strane Atlanta Hawksa.

## NBA

### Počeci
Svoju košarkašku karijeru je započeo 2001. u Francuskoj igrajući u Pau-Orthezu. Diaw nije pohađao sveučilište, ali to nije utjecalo na njegov dolazak u NBA ligu. Izabran je kao dvadeset i prvi izbor NBA drafta 2003. od strane Atlanta Hawksa. U Hawksima je proveo dvije sezone prije nego što je u predsezoni 2005. zajedno s još dva izbora prvog kruga drafta prešao u Phoenix Sunse u zamjenu za Joea Johnsona. 

### Phoenix Suns
U Sunsima se snašao odlično, napravio prelomnicu u karijeri, te je na kraju sezone dobio nagradu za igrača koji je najviše napredovao. U regularnom dijelu sezone 2005./2006. u prosjeku je bilježio 13.3 poena, 6.9 skokova, 6.2 asistencije i jednu blokadu po utakmici. Tijekom doigravanja je igrao na poziciji centra i u prosjeku bilježio 18.7 poena, 6.7 skokova, 5.2 asistencije i 1.10 blokadu po utakmici. Na kraju sezone istekao mu je rookie ugovor i potpisao je novi petogodišnji ugovor (do kraja sezone 2011./2012.) vrijedan 45 milijuna američkih dolara.
31. siječnja 2006., Diaw je postigao svoj prvi triple-double učinak (14 poena, 11 skokova i 11 asistencija) u karijeri protiv Philadelphia 76ersa. Time je postao prvim francuskim igračem koji je u NBA ligi zabilježio triple-double učinak. Svoj drugi i treći takav učinak postigao je protiv Dallas Mavericks, odnosno Golden State Warriorsa. Protiv Warriorsa je postigao 11 poena, 11 skokova i rekordnih 16 asistencija, a uz to imao je tri blokade i dvije ukradene lopte. Dva dana kasnije, Diaw je protiv Los Angeles Lakersa zabilježio četvrti triple-double učinak, a u prosincu 2006. protiv Golden State Warriorsa svoj peti triple-double učinak u karijeri. 
U sljedeće dvije sezone dobio je manju ulogu u momčadi i u igru ulazio s klupe. U prosincu 2008., Phoenix Sunsi i Charlotte Bobcatsi obavili su veliku razmjenu igrača u kojoj je Diaw zajedno s Rajom Bellom i Seanom Singletaryem preselio u Charlotte, dok su u suprotnom smjeru otišli dvostruki pobjednik All-Star natjecanja u zakucavanju Jason Richardson i Jared Dudley, a Sunsi su uz to dobili i pravo izbora u drugom krugu drafta 2010. godine.

### Charlotte Bobcats
Diaw se dolaskom u Bobcatse natrag vratio u početnu petorku i ponovo zaigrao na visokoj razini. U siječnju 2009. u pobjedi protiv Los Angeles Lakersa umalo je postigao triple double-učinak (23 poena, devet skokova i devet asistencija). Bobcatsi su do kraja sezone odličnim nastupima dugo vremena bili u igri za doigravanje, ali su kraju osvojili tek deveto mjesto na Istoku. 

## NBA statistika

### Regularni dio
| Godina    | Klub      | Odig. uta. | Uta. poč. | Min. | 2P%  | 3P%  | Sl. bac.% | Skok. | Asist. | Ukr. lop. | Blok. | Poena |
| --------- | --------- | ---------- | --------- | ---- | ---- | ---- | --------- | ----- | ------ | --------- | ----- | ----- |
| 2003./04. | Atlanta   | 76         | 37        | 25.3 | .447 | .231 | .602      | 4.5   | 2.4    | .8        | .5    | 4.5   |
| 2004./05. | Atlanta   | 66         | 25        | 18.2 | .422 | .180 | .740      | 2.6   | 2.3    | .6        | .3    | 4.8   |
| 2005./06. | Phoenix   | 81         | 70        | 35.5 | .526 | .267 | .731      | 6.9   | 6.2    | .7        | 1.0   | 13.3  |
| 2006./07. | Phoenix   | 73         | 59        | 31.1 | .538 | .333 | .683      | 4.3   | 4.8    | .4        | .5    | 9.7   |
| 2007./08. | Phoenix   | 82         | 19        | 28.1 | .477 | .317 | .744      | 4.6   | 3.9    | .7        | .5    | 8.8   |
| 2008./09. | Phoenix   | 22         | 0         | 24.5 | .567 | .357 | .692      | 3.8   | 2.1    | .5        | .4    | 8.3   |
| 2008./09. | Charlotte | 59         | 59        | 37.6 | .495 | .419 | .686      | 5.9   | 4.9    | .9        | .8    | 15.1  |
| Ukupno    |           | 459        | 269       | 29.0 | .499 | .338 | .704      | 4.8   | 4.0    | .7        | .5    | 9.2   |

### Doigravanje
| Godina    | Klub    | Odig. uta. | Uta. poč. | Min. | 2P%  | 3P%  | Sl. bac.% | Skok. | Asist. | Ukr. lop. | Blok. | Poena |
| --------- | ------- | ---------- | --------- | ---- | ---- | ---- | --------- | ----- | ------ | --------- | ----- | ----- |
| 2005./06. | Phoenix | 20         | 20        | 39.8 | .526 | .429 | .761      | 6.7   | 5.2    | .9        | 1.1   | 18.7  |
| 2006./07. | Phoenix | 10         | 0         | 23.5 | .475 | .000 | .667      | 3.2   | 3.0    | .7        | .2    | 6.6   |
| 2007./08. | Phoenix | 5          | 2         | 35.6 | .547 | .000 | .500      | 5.6   | 4.6    | .6        | .8    | 14.6  |
| Ukupno    |         | 35         | 22        | 34.5 | .522 | .150 | .734      | 5.5   | 4.5    | .8        | .8    | 14.7  |

## Vanjske poveznice
- Službena stranica
- Profil na NBA.com
- Profil na ESPN.com
- Profil  Arhivirana inačica izvorne stranice od 9. travnja 2016. (Wayback Machine) na Basketball-Reference.com